# Astrotricha crassifolia
Astrotricha crassifolia är en araliaväxtart som beskrevs av William Faris Blakely. Astrotricha crassifolia ingår i släktet Astrotricha och familjen Araliaceae. Inga underarter finns listade.

## Bildgalleri

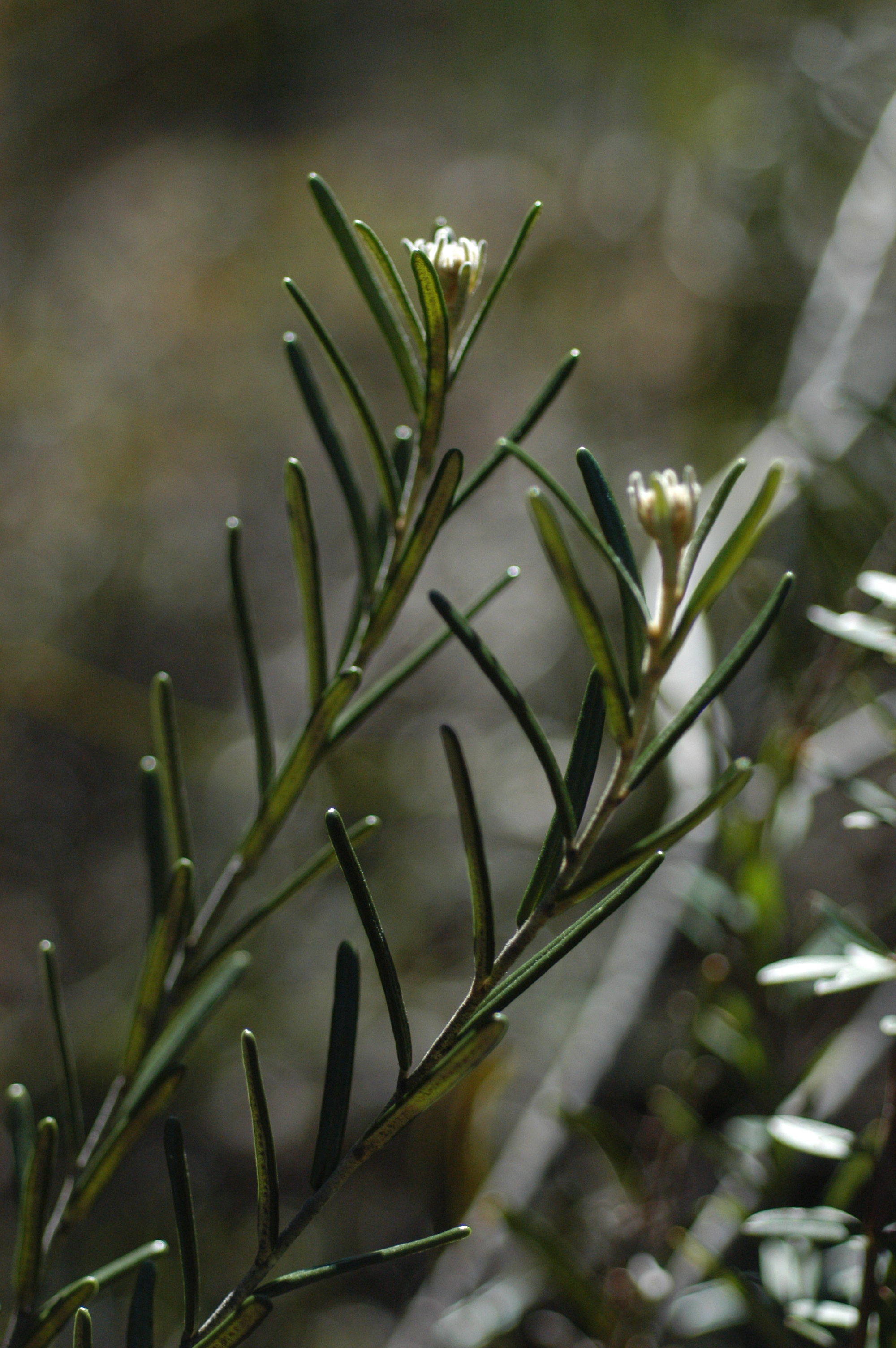